# Ashley Moloney
Ashley Moloney (Brisbane, 13 marzo 2000) è un multiplista australiano.

## Biografia
Ai Giochi olimpici di Tokyo 2020 ha vinto la medaglia di bronzo nel decathlon, facendo segnare il nuovo record oceaniano con il punteggio di 8649 e diventando così il primo australiano ad aver vinto una medaglia olimpica nella disciplina.

## Palmarès
| Anno | Manifestazione       | Sede       | Evento    | Risultato | Prestazione | Note                                                           |
| ---- | -------------------- | ---------- | --------- | --------- | ----------- | -------------------------------------------------------------- |
| 2018 | Mondiali U20         | Tampere    | Decathlon | Oro       | 8 190 p.    | Record dei campionati · Miglior prestazione nazionale under 20 |
| 2018 | Mondiali U20         | Tampere    | 4×400 m   | 7º        | 3'09"31     |                                                                |
| 2019 | Campionati oceaniani | Townsville | Decathlon | Oro       | 8 103 p.    |                                                                |
| 2021 | Giochi olimpici      | Tokyo      | Decathlon | Bronzo    | 8 649 p.    | Record oceaniano                                               |
| 2022 | Mondiali indoor      | Belgrado   | Eptathlon | Bronzo    | 6 344 p.    | Record oceaniano                                               |
| 2022 | Mondiali             | Eugene     | Decathlon | dnf       | dnf         |                                                                |
| 2023 | Mondiali             | Budapest   | Decathlon | dnf       | dnf         |                                                                |
| 2024 | Campionati oceaniani | Suva       | Decathlon | Oro       | 8 182 p.    | Record dei campionati                                          |
| 2024 | Giochi olimpici      | Parigi     | Decathlon | dnf       | dnf         |                                                                |